# Palazzo Prati
Il Palazzo Prati è un palazzo in stile barocco di Alessandria, ubicato in via Casale.

## Storia

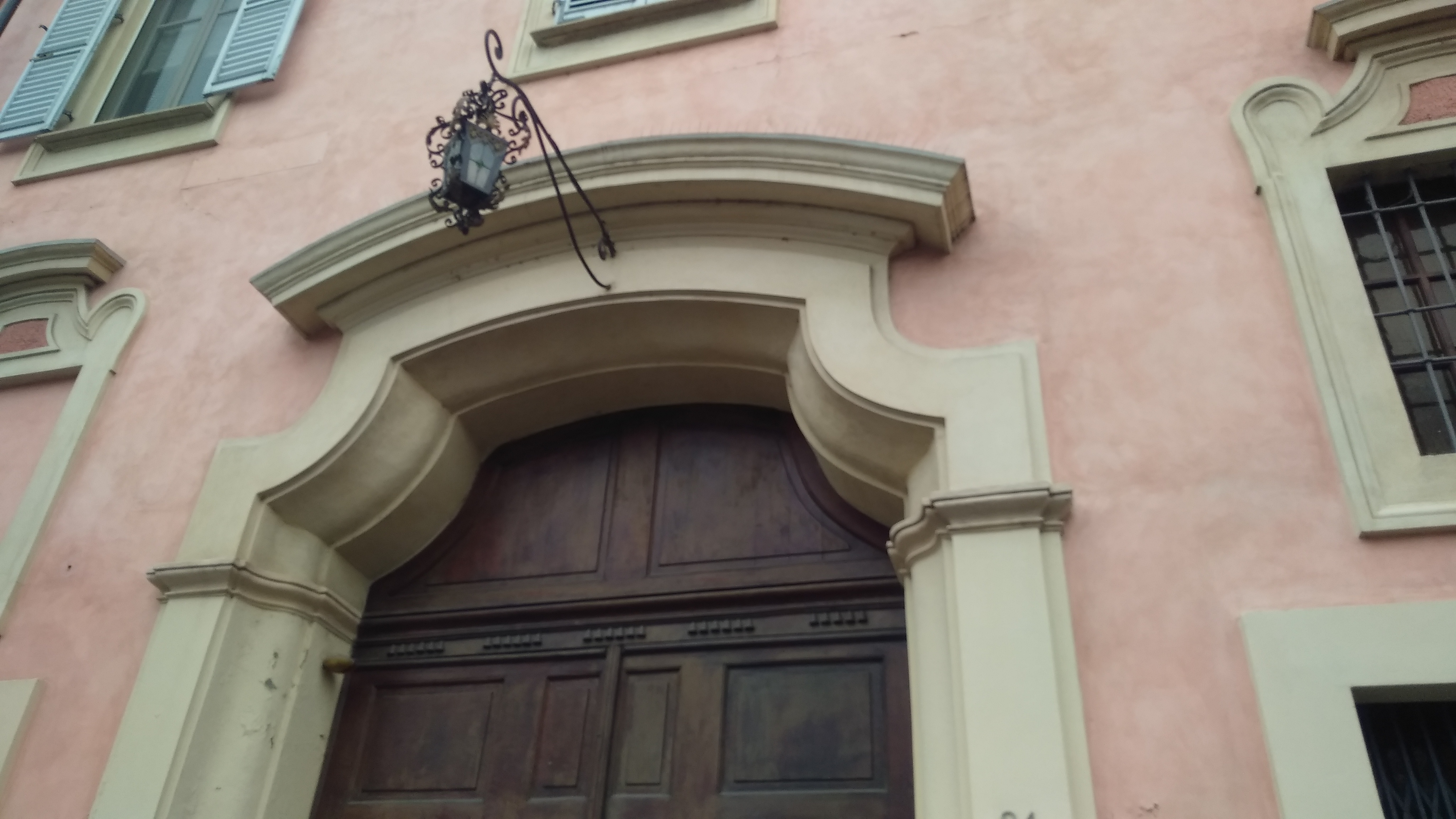
Dettaglio della facciata

Alla sua costruzione partecipò Benedetto Alfieri o forse qualche architetto che collaborava con lui.  Nel Seicento l'edificio, molto diverso dall'attuale, fu acquistato dal marchese Sisbaldi. La famiglia Sibaldi nel 1750 cede il palazzo al marchese Capriata di Valenza che lo riedificò nelle forme attuali e realizzò una residenza signorile tra le più lussuose della città. Lo ereditò la figlia Cristina, sposata con Andrea Alimento Prati marchese di Rovagnasco. Il palazzo in seguito fu venduto e venne frazionato in più appartamenti.